# Кирхајн
Кирхајн (њем. Kirchhain) град је у њемачкој савезној држави Хесен. Једно је од 22 општинска средишта округа Марбург-Биденкопф. Према процјени из 2010. у граду је живјело 16.291 становника. Посједује регионалну шифру (AGS) 6534011.

## Географски и демографски подаци
Кирхајн се налази у савезној држави Хесен у округу Марбург-Биденкопф. Град се налази на надморској висини од 208 метара. Површина општине износи 90,9 km². У самом граду је, према процјени из 2010. године, живјело 16.291 становника. Просјечна густина становништва износи 179 становника/km².

## Међународна сарадња
| Мјесто | Држава    | Врста сарадње | Од    |
| ------ | --------- | ------------- | ----- |
|        | Француска | партнерство   | 1993. |
| Извор  |           |               |       |